# Buda-Babînețka, Borodeanka
Buda-Babînețka (în ucraineană Буда-Бабинецька) este un sat în așezarea urbană Babînți din raionul Borodeanka, regiunea Kiev, Ucraina.

## Demografie
Componența lingvistică a localității Buda-Babînețka
     Ucraineană (97,83%)
     Rusă (2,17%)
Conform recensământului din 2001, majoritatea populației localității Buda-Babînețka era vorbitoare de ucraineană (97,83%), existând în minoritate și vorbitori de rusă (2,17%).